# 12 Heures de Casablanca
Les 12 Heures de Casablanca étaient une course automobile de type endurance, organisée à Ain Diab le long du littoral à l'ouest de Casablanca par l'Automobile-Club Marocain sur un circuit routier long de 4,2 kilomètres en 1952, puis de 3.26 en 1953. 

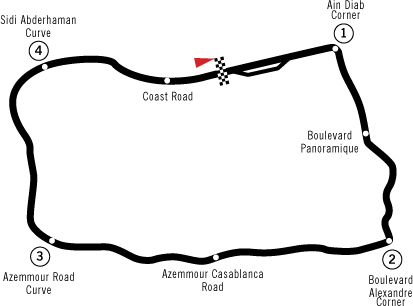
Le circuit Ain Diab en 1957.

## Historique
Cette compétition était destinée à des voitures de sport de type Grand Tourisme, mais également à des voitures de tourisme.
La première année, 14 des 24 partants franchirent la ligne d'arrivée. Le circuit d'Ain-Diab venait d'accueillir sa première course.
La seconde, ils furent 17 à terminer l'épreuve sur les 30 partants, les voitures de la Scuderia Ferrari s'adjugeant les deux premières places.
Entre 1954 et 1956, aucune course automobile ne fut organisé sur ce dangereux tracé plus particulièrement destiné à des courses de vélo (proche du quartier d'Anfa, dans les faubourgs de la classe moyenne de Casablanca), mais en 1957 il fut rapidement réaménagé et porté à 7,618 kilomètres grâce au Royal Automobile Club du Maroc, pour accueillir le premier officiel Grand Prix du Maroc 1957 (gagné par Jean Behra sur Maserati).

## Palmarès

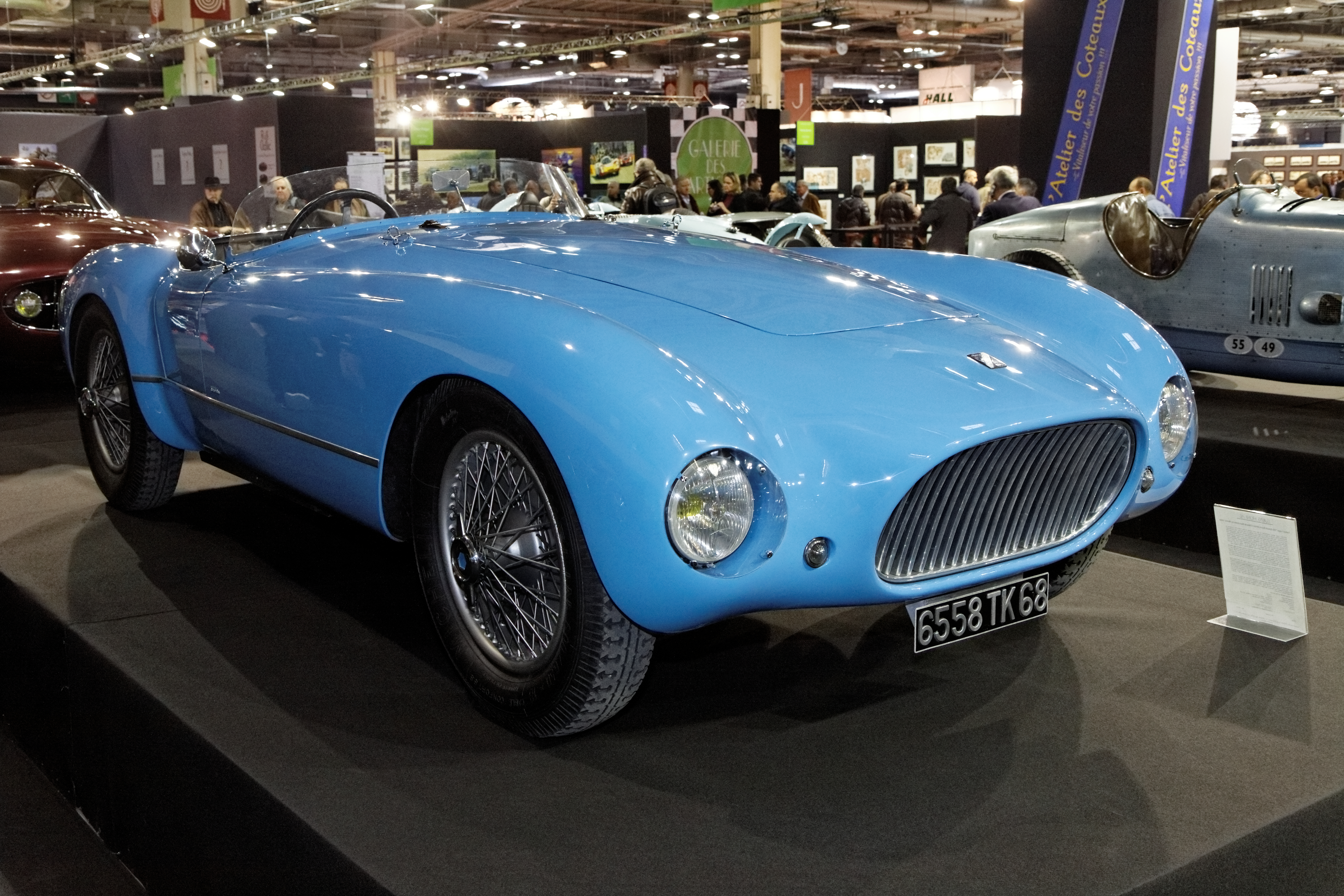
Une Talbot Lago T26 Grand Sport.

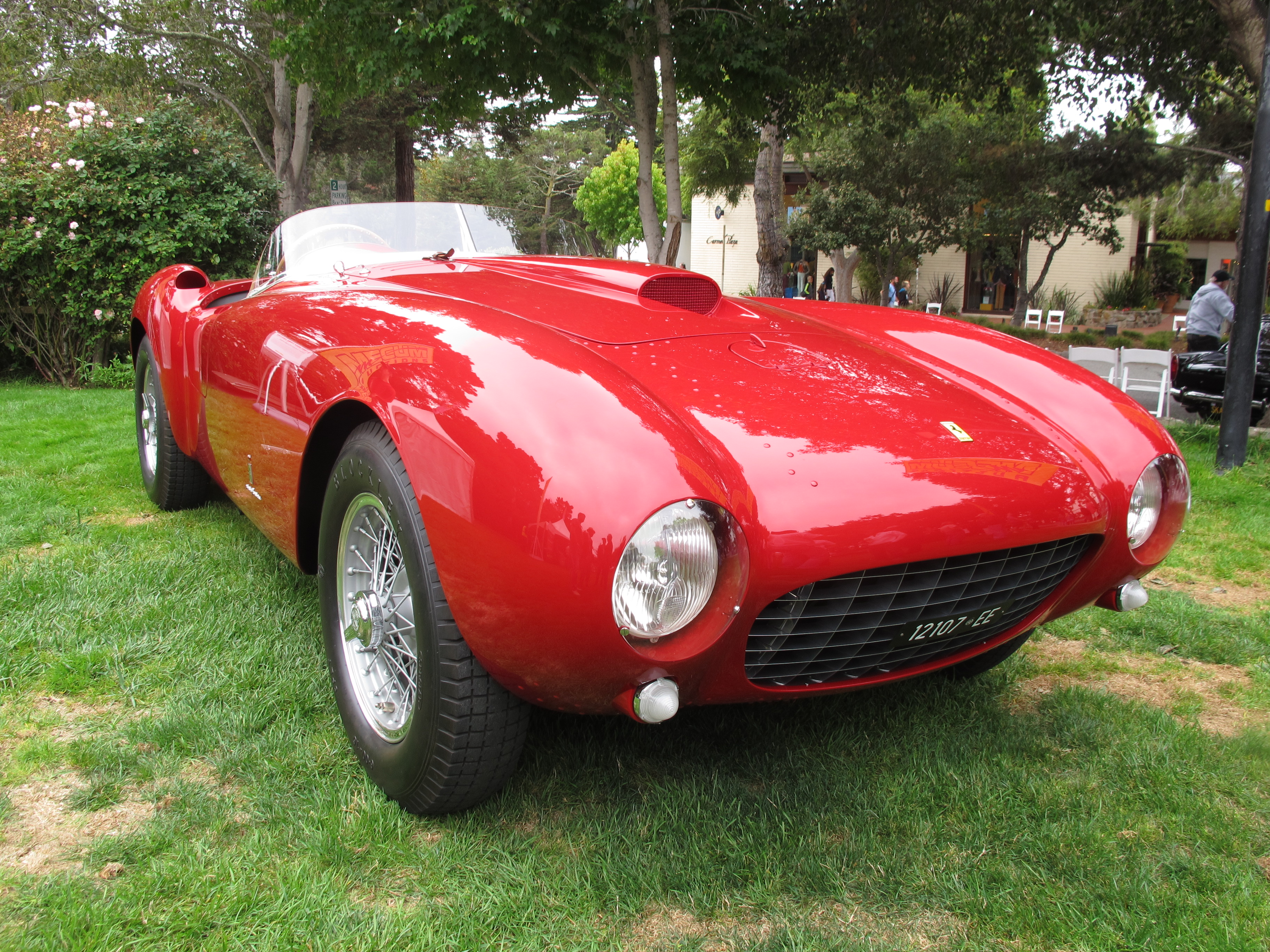
Une Ferrari 375 MM Spyder.

| Année | Date        | Vainqueur                     | Voiture               | Distance (en kilomètres) |
| ----- | ----------- | ----------------------------- | --------------------- | ------------------------ |
| 1952  | 26 mai      | Charles Pozzi Lucien Vincent, | Talbot T26GS          | 1 216.7                  |
| 1953  | 20 décembre | Giuseppe Farina Piero Scotti  | Ferrari 375 MM spyder | 1 410.415                |